# Kalsubai
Kalsubai és la muntanya més alta del Dècan al districte d'Ahmadnagar a Maharashtra. Al cim hi havia un temple i un sacerdot de Davi Kalsu pujava diàriament allí des d'Indor, un poble al peu de la muntanya, per oferir un sacrifici; la capella era visitada principalment pels kolis.

## Photo Gallery

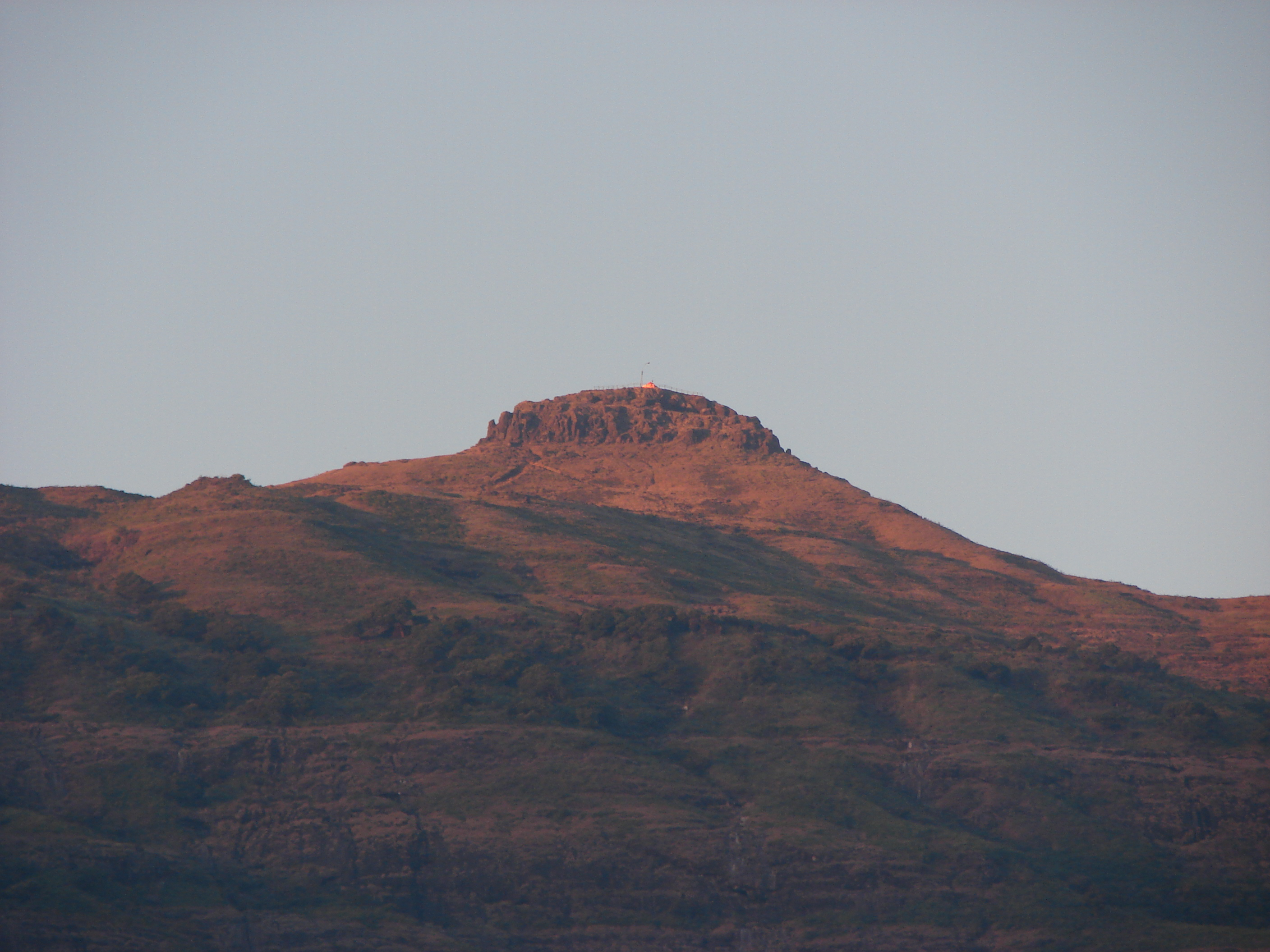
Kalasubai
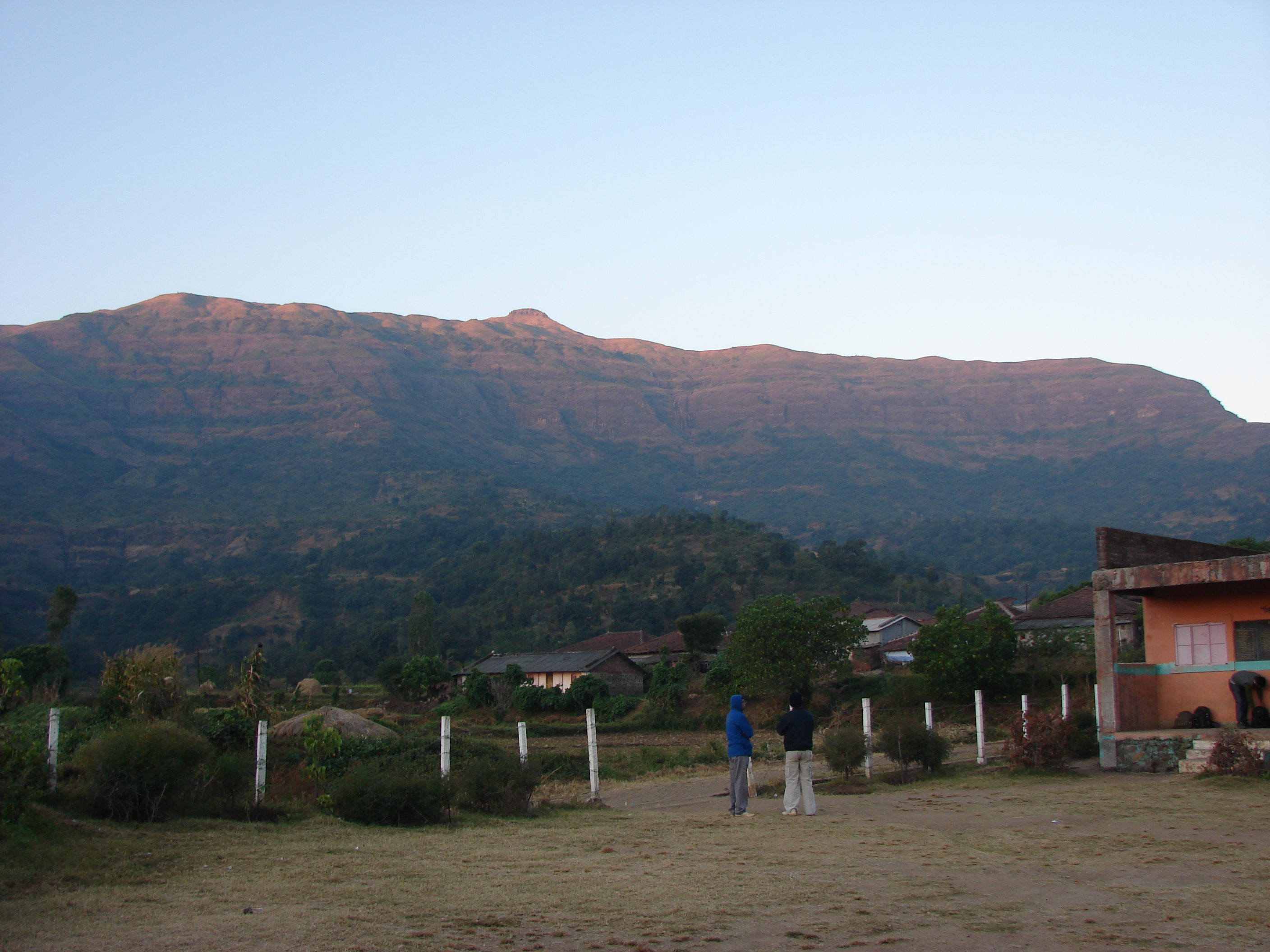
Kalasubai from base
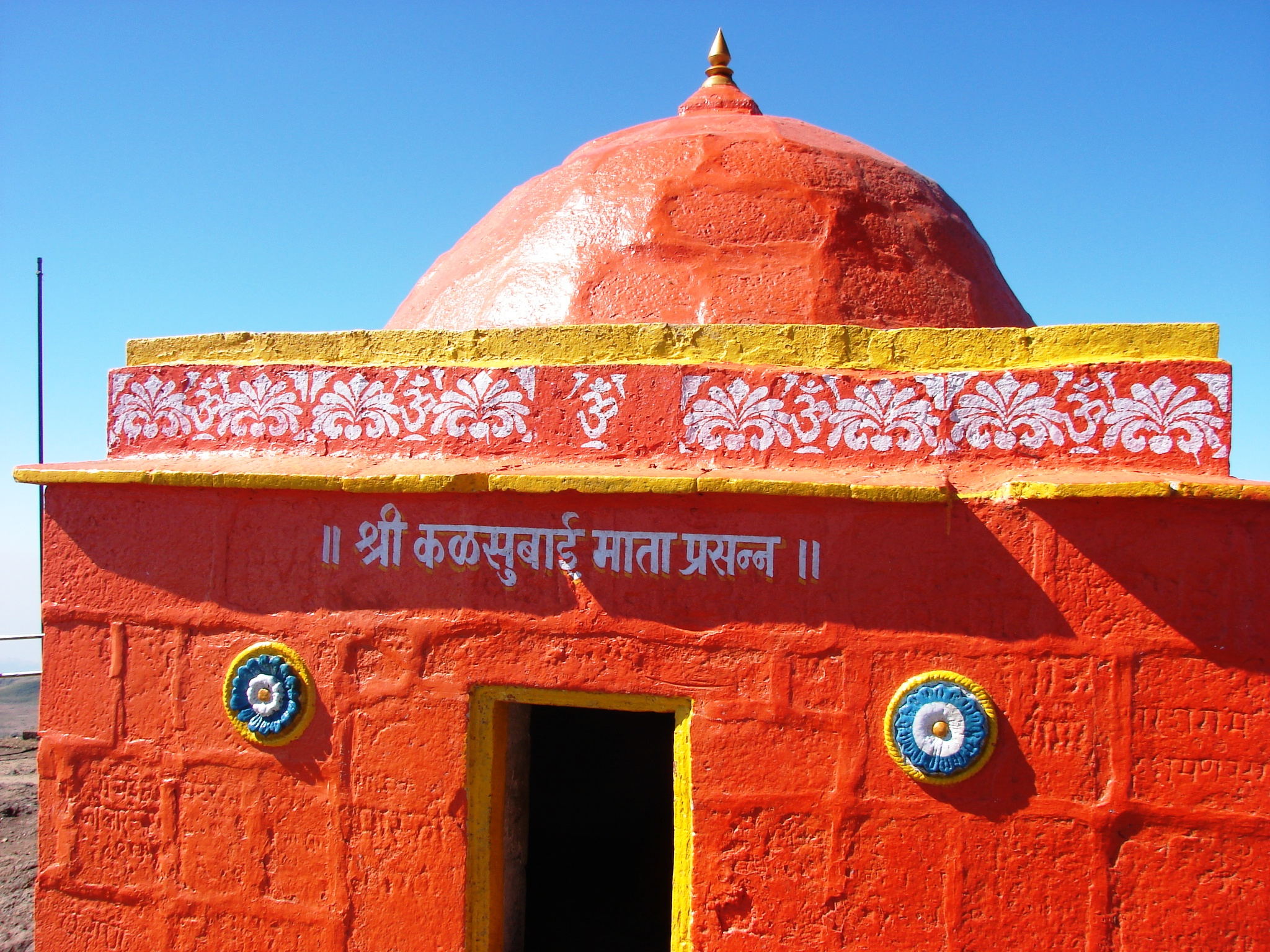
Kalasubai top temple
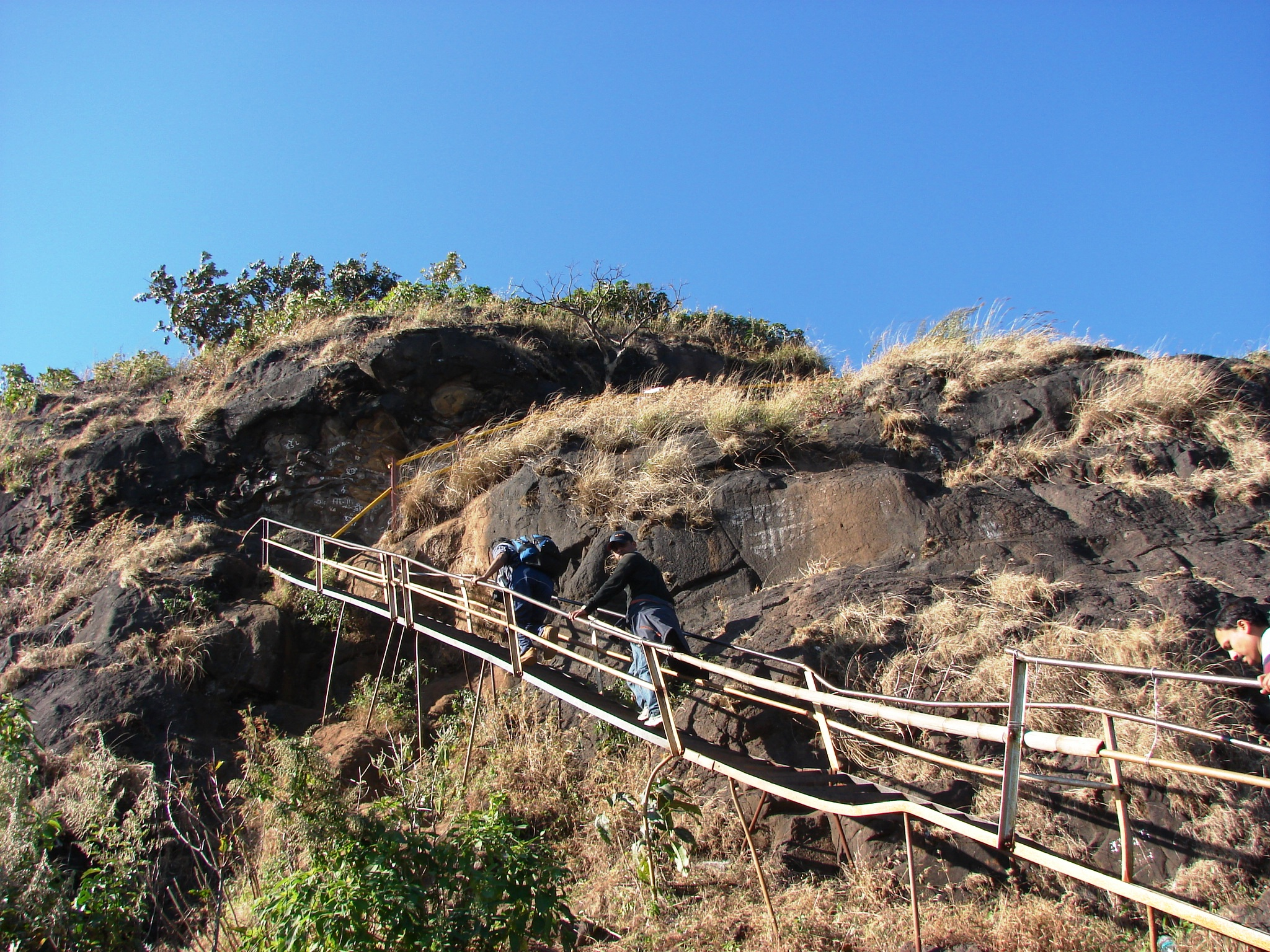
Kalasubai steps to reach on top